# Lampasas
Lampasas ist die Bezirkshauptstadt und Sitz der Countyverwaltung (County Seat) des Lampasas Countys im Bundesstaat Texas der Vereinigten Staaten. Das U.S. Census Bureau hat bei der Volkszählung 2020 eine Einwohnerzahl von 7.291 ermittelt.

## Geographie
Die Stadt liegt nordöstlich des geographischen Zentrums von Texas an der Kreuzung der U.S. Highways 183, 281 und 190 am Sulphur Creek und hat eine Gesamtfläche von 16,1 km².

## Geschichte
Der Ort wurde um 1850 durch John Burleson gegründet, der für seine Dienste während der Texanischen Revolution hier 1280 Acres Land zugesprochen bekam und die permanente Siedlung gründete. Danach wurde der Name in Lampasas Springs geändert, aufgrund der sieben mineralhaltigen Quellen in der Umgebung. Als 1856 das County gebildet wurde, gab es eine Verfügung, dass die Stadt wie das County heißen solle und wurde in den heutigen Namen umbenannt.

## Demografische Daten
Nach der Volkszählung im Jahr 2000 lebten hier 6.786 Menschen in 2.554 Haushalten und 1.711 Familien. Die Bevölkerungsdichte betrug 424,0 Einwohner pro km². Ethnisch betrachtet setzte sich die Bevölkerung zusammen aus 84,78 % weißer Bevölkerung, 2,03 % Afroamerikanern, 0,71 % amerikanischen Ureinwohnern, 0,57 % Asiaten, 0,07 % Bewohnern aus dem pazifischen Inselraum und 10,06 % aus anderen ethnischen Gruppen. Etwa 1,77 % waren gemischter Abstammung und 23,11 % der Bevölkerung waren spanischer oder lateinamerikanischer Abstammung.
Von den 2554 Haushalten hatten 33,7 % Kinder unter 18 Jahre, die im Haushalt lebten. 48,4 % davon waren verheiratete, zusammenlebende Paare. 13,9 % waren allein erziehende Mütter und 33,0 % waren keine Familien. 29,5 % aller Haushalte waren Singlehaushalte und in 16,1 % lebten Menschen, die 65 Jahre oder älter waren. Die Durchschnittshaushaltsgröße betrug 2,54 und die durchschnittliche Größe einer Familie belief sich auf 3,13 Personen.
27,6 % der Bevölkerung waren unter 18 Jahre alt, 8,2 % von 18 bis 24, 25,2 % von 25 bis 44, 20,2 % von 45 bis 64, und 18,8 % die 65 Jahre oder älter waren. Das Durchschnittsalter war 36 Jahre. Auf 100 weibliche Personen aller Altersgruppen kamen 88,9 männliche Personen. Auf 100 Frauen im Alter von 18 Jahren und darüber kamen 84 Männer.

Das jährliche Durchschnittseinkommen eines Haushalts betrug 27.898 United States Dollar (USD), das Durchschnittseinkommen einer Familie 31.012 USD. Männer hatten ein Durchschnittseinkommen von 26.606 USD gegenüber den Frauen mit 19.959 USD. Das Prokopfeinkommen betrug 13.409 USD. 21,1 % der Bevölkerung und 18,3 % der Familien lebten unterhalb der Armutsgrenze. Davon waren 28,5 % Kinder und Jugendliche unter 18 Jahren und 16,9 % waren 65 oder älter.

## Persönlichkeiten
- Elisha Marshall Pease (1812–1883), Gouverneur von Texas, in Lampasas gestorben
- George Wyatt Proctor (1946–2008), Schriftsteller und Journalist
- Johnny „Lam“ Jones (1958–2019), Sprinter und Footballspieler